# Jayapura (Jaya Pura)
Jayapura is een bestuurslaag in het regentschap Ogan Komering Ulu van de provincie Zuid-Sumatra, Indonesië. Jayapura telt 2076 inwoners (volkstelling 2010).